# Kiki Smith

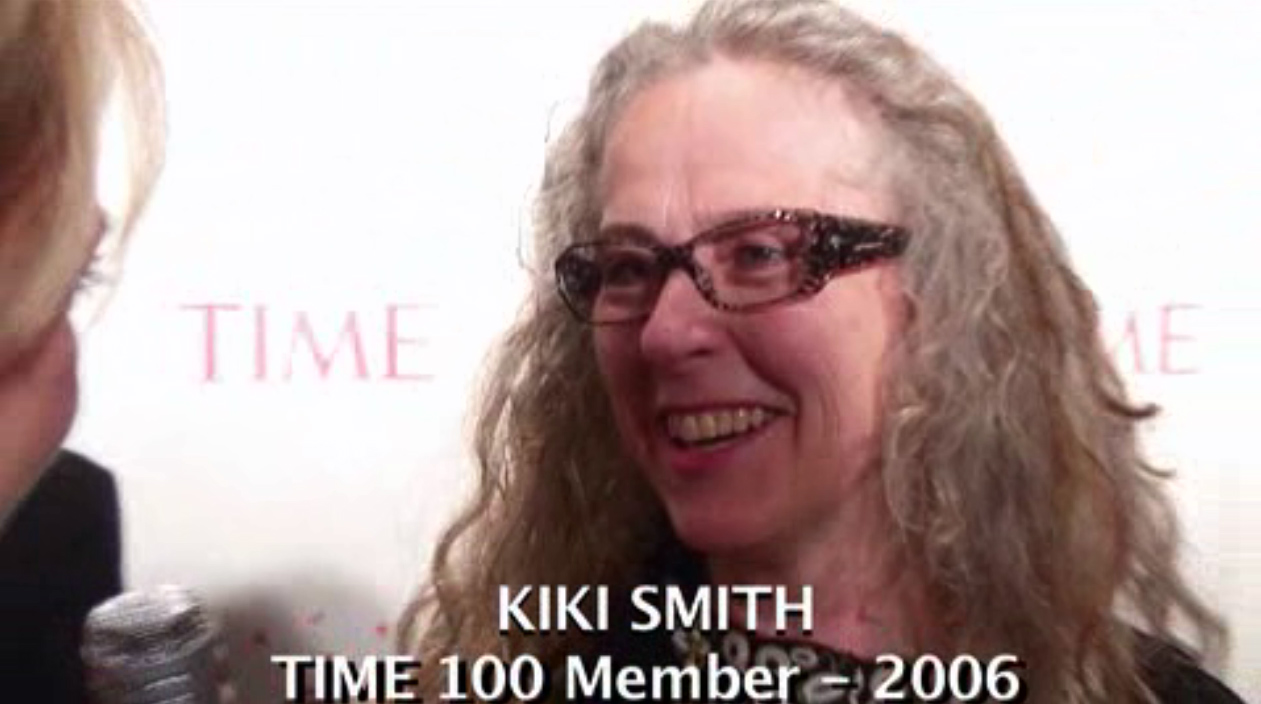
Kiki Smith

Kiki Smith, född 18 januari 1954 i Nürnberg i Tyskland, är en amerikansk skulptör, grafiker och tecknare.
Kiki Smith är en av tre döttrar till skulptören Tony Smith och skådespelerskan och operasångerskan Jane Lawrence Smith. Hon växte upp i South Orange i New Jersey och gick på Columbia High School. Mellan 1974 och 1976 utbildade hon sig på Hartford Art School i Connecticut. Hon genomgick också 1985 en sjukvårdarutbildning på Bedford Stuyvesant Brooklyn Interfaith Hospital i New York för att få kunskap om den mänskliga kroppen, ett senare återkommande tema i hennes konst.
Hon började skulptera under 1970-talets senare del, inspirerad av bland andra Louise Bourgeois och Eva Hesse. Hon är mest känd för sin skulptur, men verkar inom flera konstområden. Hon var medlem av konstnärsgruppen Colab (Collaborative Projects), i vilken bland andra Jenny Holzer ingick. Kiki Smiths grafiska produktion är stor och började på 1980-talet. Museum of Modern Art har ett 50-tal av dessa i sina samlingar. Hennes första arbeten var screentryck på kläder och scarves, ofta med bilder av mänskliga kroppsdelar. Tillsammans med gruppen Colab tryckte Kiki Smith en rad affischer under tidigt 1980-tal med politiska budskap och annonseringar för kommande evenemang.
Smith är representerad vid bland annat Moderna museet, Museum of Modern Art, British Museum, Victoria and Albert Museum, Metropolitan Museum, Smithsonian American Art Museum, Whitney Museum of American Art, Art Institute of Chicago, Guggenheimmuseet, Philadelphia Museum of Art, San Francisco Museum of Modern Art, Minneapolis Institute of Art, National Gallery of Victoria, Tate Modern och Saint Louis Art Museum.